# Eupithecia cingulata
Eupithecia cingulata là một loài bướm đêm trong họ Geometridae.